# أنتال سيمون
أنتال سيمون (بالمجرية: Simon Antal)‏ هو مدرب كرة قدم ولاعب كرة قدم مجري، ولد في 27 سبتمبر 1965 في Hajdúnánás ‏ في المجر. لعب مع دوناكانيار-فاك ونادي دبرتسني ونادي فاساس ونادي فينترتور ونادي لاهتي.